# Tabatinga (São Paulo)
Tabatinga é um município brasileiro do interior do estado de São Paulo, Região Sudeste do país. Devido ao intenso cultivo de laranja, Tabatinga já teve a alcunha de "Princesinha da Laranja". Hoje, é considerada a "capital brasileira dos bichos de pelúcia". O município é formado pela sede e pelo distrito de Curupá.

## Topônimo
"Tabatinga" é um termo derivado do termo tupi tobatinga, que significa "barreira branca, barro branco como cal".

## História
- Fundação: 8 de maio de 1896 (129 anos)

A fundação de Tabatinga está intimamente relacionada à expansão da cultura cafeeira para o oeste paulista, verificada a partir da década de 1850. Entretanto, os Campos de Araraquara já eram conhecidos desde o século XVIII, quando, por aqui, passaram os bandeirantes que buscavam ouro em Goiás e Mato Grosso, utilizando-se, para tanto, o Rio Tietê e o "Picadão de Cuiabá".
Segundo informação de Antônio Amâncio de Souza, testemunha idônea da formação deste núcleo urbano, Tabatinga teve sua origem da seguinte forma:
No final do Século XIX, existiam, nesta zona do Estado de São Paulo, grandes núcleos de terras que eram vendidos pelo Governo da Época, através de seus emissários no interior, por importâncias mínimas. Naquela época, havia, aqui, dois grandes núcleos: a Fazenda Santana e a Fazenda São João das Três Barras.
A Fazenda São João das Três Barras era assim denominada por fazer convergência entre três cursos de água: Ribeirão São João, Córrego do Meio e Córrego do Cavalo. Juntamente com a Fazenda Santana, formavam a gleba que hoje é uma grande parte do município de Tabatinga.
Os 5 000 alqueires que formavam a Fazenda São João das Três Barras foram adquiridos por Custódio José do Vale, pela quantia irrisória de $900.000 (novecentos mil réis). Com sua morte, a herança passou para seu genro Izaias Xavier do Vale e sua mulher Mariana Antônia de Jesus, e à cunhada Bárbara Lyra da Castidade, que deixou, em testamento, como seu herdeiro, Izaias Xavier do Vale e, em sua falta, o sobrinho Francisco Quintino do Vale.
Joaquim Pinto Ramalho, outro desbravador de sertões, e parente de Izaias, possuía, à margem esquerda do Córrego do Cavalo, uma pequena área de 20 alqueires, que doou ao Bispado de São Carlos, em louvor à Nossa senhora do Bom Conselho, que hoje é padroeira de Tabatinga. Esta área formou o Patrimônio em que hoje está situada grande parte da zona urbana de Tabatinga e cuja escritura de doação foi definitivamente assinada por Izaias Xavier do Vale em 08 de maio de 1896.
Além do Patrimônio de Nossa Senhora do Bom Conselho, outra porção de terra de 10 alqueires foi doada ao Bispado de São Carlos por Mariana Antônia de Jesus, esposa de Izaias. Este novo patrimônio, que passou a denominar-se Santa Cruz, está localizado à margem direita do Córrego do Cavalo.
Nessa época, foi construída, no Patrimônio de Nossa Senhora do Bom Conselho, quase à margem do Córrego do Cavalo, uma pequena casa, de propriedade do fazendeiro João Lopes Marins, que residia no sítio Macaia, a três quilômetros  dali. Essa casa foi alugada a João Satyro, que ali instalou uma pequena taberna. Outros casebres foram construídos e formou-se, assim, uma pequena povoação a que denominaram São João das Três Barras.
O progresso acentuou-se, e em pouco tempo a lavoura tomou incremento. Em 1908, foi elevada à categoria de Distrito Policial com a denominação de Distrito do Jacaré, em São João das Três Barras.
As primeiras autoridades nomeadas para o Distrito Policial foram as seguintes: Antônio Thomaz de Souza, sub-delegado, Carlos Guimarães, 1º Suplente, Antônio Pinto de Mendonça, 2º Suplente e Raphael Mastrocezare, 3º Suplente.

## Geografia
Calculo DMS (Graus, Minutos e Segundos)
Localiza-se a uma latitude 21º43'00" sul e a uma longitude 48º41'15" oeste
Cálculo DD (Decimal) para inclusões em GPS e Mapas Virtuais
Localiza-se a uma latitude -21.716667 e a uma longitude 48.6875
Estando a uma altitude média de 490 metros.
Sua população em 2022 era de 14 769 habitantes (IBGE: último Censo Demográfico). Estimou-se, em 2024, uma população de 14994 pessoas (IBGE).
Possui uma área de 366,456 km².

### Hidrografia
Dois rios compõem a hidrografia do município de Tabatinga, sendo eles: Rio São Lourenço e Rio Jacaré-Guaçu. Além destes, há o Ribeirão São João, de grande importância para a hidrografia da região.

### Rodovias
- SP-331 - Rodovia Victor Maida

## Política e administração
- Prefeito:  VALTER VALENTIM CAMARGO (2025/2028)
- Vice-prefeito: JOSIEL O. DOS SANTOS
- Presidente da câmara: VANDERLEI DE FREITAS CARVALHO (VANDÃO)

## Infraestrutura

### Comunicações
O sistema de telefones automáticos foi inaugurado na cidade em 1979 pela Telecomunicações de São Paulo (TELESP), que também implantou o sistema de discagem direta à distância (DDD) em 1980 com o código de área (0162). Anteriormente a cidade era atendida pela Companhia Telefônica Brasileira (CTB).
Na década de 90 o código DDD da cidade foi alterado para (016), para padronização do sistema telefônico com a telefonia celular que estava sendo implantada em todo o estado.

## Religião
O Cristianismo se faz presente na cidade da seguinte forma:

### Igreja Católica
- A igreja faz parte da Diocese de Jaú.[13]

### Igrejas Evangélicas
- Assembleia de Deus Ministério do Belém.[14][15]
- Congregação Cristã no Brasil.[16]